# Gumma

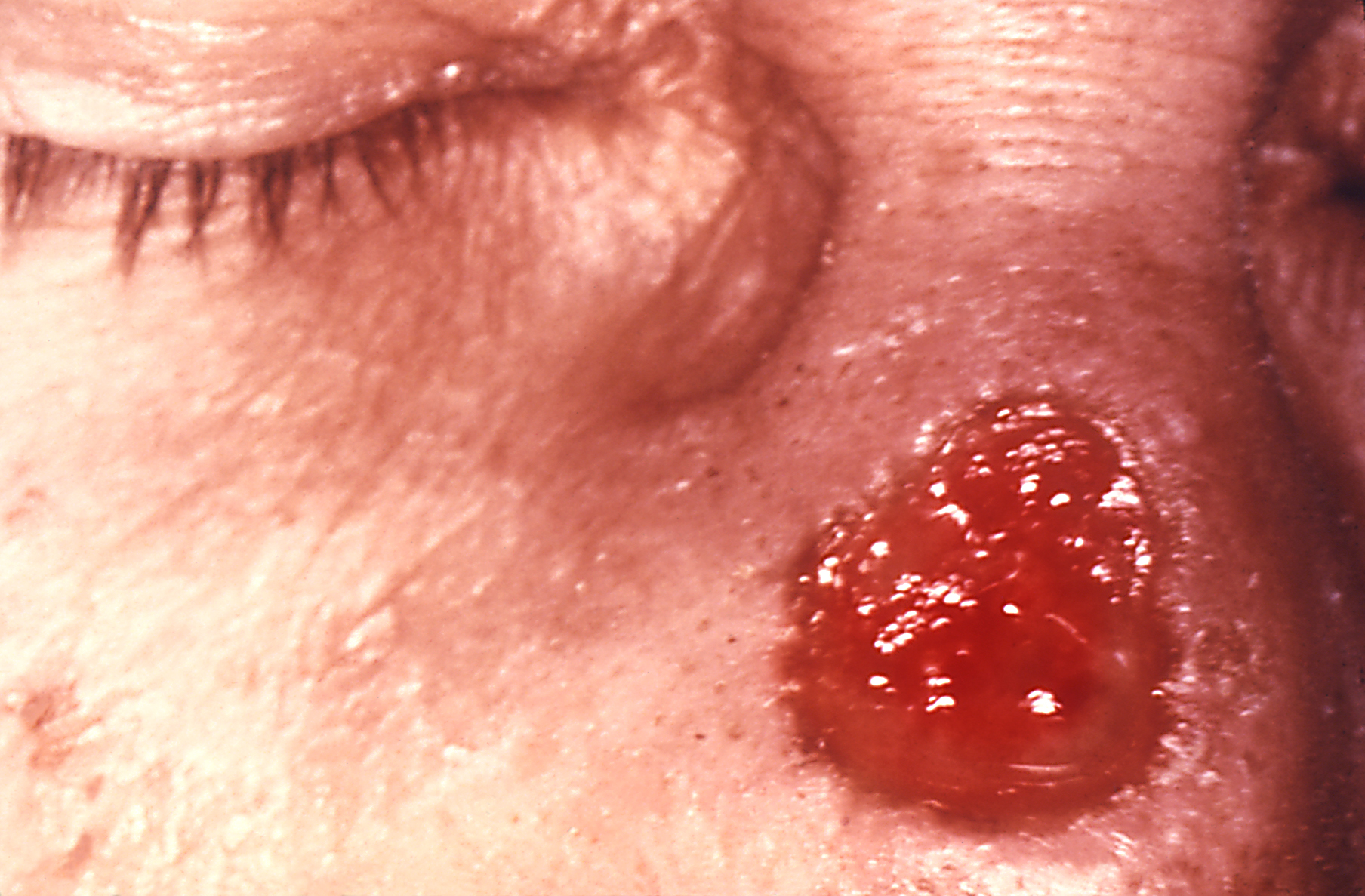
Gumma na nose

Gumma je měkký, nerakovinný novotvar, způsobený třetím stádiem syfilidy. Je to druh granulomatu. Gummata se nejčastěji vyskytují v játrech (gumma hepatis), ale lze je nalézt i v mozku, srdci, pokožce, kostech, varlatech a jiných tkáních; mohou způsobovat množství potíží včetně neurologických poruch anebo onemocnění srdečních chlopní.